# Liste des partis politiques en Slovaquie
Partis représentés au Conseil national de la République slovaque lors des élections législatives de 2020 :
- Les Gens ordinaires et personnalités indépendantes (OĽaNO), en coalition avec NOVA,
- Direction - Social-démocratie (SMER-SD), a absorbé en 2005 le Parti de la gauche démocratique et le Parti social-démocrate slovaque
- Liberté et Solidarité (SaS)
- Parti populaire « Notre Slovaquie » (ĽSNS)
- Sme Rodina
- Pour le peuple

Autres partis :
- Alliance du nouveau citoyen
- Démocrates conservateurs de Slovaquie, NOVA et Parti civique conservateur, qui se sont présentés en coalition lors des élections européennes de 2014, où ils ont obtenu 2 députés.
- Forum libre
- MOST-HÍD
- Mouvement chrétien-démocrate (KDH)
- Mouvement pour la démocratie
- Parti communiste slovaque
- Parti de la coalition hongroise (1 député européen élu en 2014)
- Parti libéral
- Parti national slovaque (SNS)
- Parti régional slovaque
- Parti vert
- Parti populaire slovaque
- Union démocrate et chrétienne slovaque - Parti démocrate (SDKÚ-DS)

## Anciens partis
- Parti communiste tchécoslovaque (1921-1992), parti unique de la République socialiste tchécoslovaque de 1948 à 1989.
- Parti fédéraliste hongrois (?-2005)
- Parti populaire - Mouvement pour une Slovaquie démocratique (1991-2014)